# Aisy-sous-Thil
Aisy-sous-Thil település Franciaországban, Côte-d’Or megyében. Lakosainak száma 203 fő (2022. január 1.). Aisy-sous-Thil Précy-sous-Thil, Vic-sous-Thil, Dompierre-en-Morvan, Juillenay, Lacour-d’Arcenay, Montigny-Saint-Barthélemy és Le Val-Larrey községekkel határos.

## Népesség
A település népességének változása:
| Lakosok száma | 277  | 236  | 229  | 213  | 238  | 228  | 224  | 226  | 219  | 203  |
|               | 1968 | 1982 | 1990 | 2006 | 2013 | 2015 | 2017 | 2019 | 2020 | 2022 |